# Oliarus modesta
Oliarus modesta är en insektsart som beskrevs av Haupt 1927. Oliarus modesta ingår i släktet Oliarus och familjen kilstritar. Inga underarter finns listade i Catalogue of Life.